# جريس نوميدي
الجُرَيس النوميدي (باللاتينية: Campanula numidica) نوع نباتي ينتمي إلى جنس الجريس من الفصيلة الجريسية.

## الموئل والانتشار
موطنه المغرب العربي.